# Reung Reung
Reung Reung is een bestuurslaag in het regentschap Pidie van de provincie Atjeh, Indonesië. Reung Reung telt 633 inwoners (volkstelling 2010).